# مها حسن
مها حسن هي صَحَفِيَّة ورِوائِيّة سورية. وُلِدَت في حلب. رُشِحت روايتان لها ضمن القائمة الطويلة للجائزة العالمية للرواية العربية، وهي رواية حبل سرّي في عام 2011 ورواية الراويات في عام 2015.

## الحياة المُبكّرة والتعليم
وُلدت الصحفية والروائية السورية الكردية مها حسن، في مدينة حلب. تتحدّث اللغة الكردية، وتكتب باللغة العربية. مُنعت في عام 2000 من النشر في مسقط رأسها سوريا بسبب كتاباتها "المدانة أخلاقيًا"، ومنذ آب/أغسطس 2004، تعيشُ في منفى اختياري في باريس.

## المسيرة المهنيّة
حصلت في عام 2005 على منحة هيلمان/هاميت للكتاب المضطهدين من قبل هيومن رايتس ووتش. عاشت حسن في 2007-2008، لمدة عام بدعوة من أمستردام فلوشتشتاد في شقة تم تجديدها لآن فرانك وعائلتها في أمستردام. أُدرجت روايات حسن الحبل السري التي صدرت عام 2011 ورواية الروايات التي صدرت عام 2014 في القائمة الطويلة لجائزة البوكر العربية. في عام 2021، أُدرجت روايتها حي العجائب في القائمة القصيرة لجائزة نجيب محفوظ للأدب.

## قائمة أعمالها
هذه قائمةٌ بأبرز أعمال الكاتبة والمؤلِّفة السورية مها حسن:
- عمت صباحاً أيتها الحرب[18]
- نساء بابل الجندر والتمثلات في بلاد مابين النهرين[19]
- نصوص مسمارية من البابلي الوسيط[20]
- حي الدهشة[21]
- ذيول الخيبة[22]
- في بيت آن فرانك[23]
- مترو حلب[24]
- بنات البراري[25]
- تراتيل العدم[26]
- حبل سري[27]
- الراويات (رواية)[28]
- طبول الحب[29]
- اللامتناهي - سيرة الآخر[30]
- نفق الوجود[31]